# Angelo Schiavetta
Angelo Schiavetta (Casale Monferrato, 9 maggio 1915 – Casale Monferrato, 27 gennaio 2010) è stato un calciatore italiano, di ruolo attaccante.

## Carriera
Cresciuto nell'Esperia e nel Sabaudo Boys, debuttò in Serie A con il Casale il 26 maggio 1932 in Torino-Casale 3-1, negli ultimi anni della permanenza in Serie A  della squadra monferrina, all'epoca vittima di problemi finanziari.
Rimane coi piemontesi anche nella stagione 1934-1935, che vede il Casale retrocedere per la seconda volta consecutiva, quindi nel 1935, dopo essere stato acquistato dalla Lazio che però lo rispedì subito al Casale per motivi di carattere fisico, passa al Brescia, con cui vince, il 22 settembre 1935, la gara d'esordio del campionato contro l'Ambrosiana-Inter di Carlo Ceresoli e Giuseppe Meazza segnandovi la rete dell'1-0 finale, ma con cui a fine stagione retrocede in Serie B.
Dopo una stagione in cadetteria con le rondinelle torna al Casale, di cui è stato uno dei calciatori simbolo,  e nel campionato di Serie C 1937-1938 realizza 14 gol che trascinano i nerostellati al ritorno in B.
Dopo una breve permanenza al Sora nel 1939 torna definitivamente a giocare con la maglia del Casale, l'ultima della sua carriera, disputando 4 campionati di Serie C, fino allo scoppio della seconda guerra mondiale, durante la quale fu prigioniero di guerra in Russia, Polonia e Germania.
In carriera ha totalizzato complessivamente 68 presenze e 22 reti in Serie A e 31 presenze e 7 reti in Serie B.
Scomparso nel 2010 all'età di 94 anni, è stato l'ultimo giocatore sopravvissuto ad aver giocato in serie A con la maglia del Casale; suo fu inoltre il gol numero mille del club, nonché l'ultima rete dei nerostellati finora messa a segno in massima serie (in occasione della sconfitta interna con il Napoli del 12 aprile 1934)

## Palmarès

### Club

#### Competizioni nazionali
- Serie C: 1

Casale: 1937-1938